# Eupithecia helenaria
Eupithecia helenaria là một loài bướm đêm trong họ Geometridae.